# Odopoia josephinae
Odopoia josephinae är en stekelart som beskrevs av Boucek 1988. Odopoia josephinae ingår i släktet Odopoia och familjen gallglanssteklar. Inga underarter finns listade i Catalogue of Life.